# أكيكو كوياما
أكيكو كوياما (باليابانية: 小山明子؛ بالكانا: こやま あきこ) هي ممثلة يابانية، ولدت في 27 يناير 1935 في تشيبا في اليابان.

## وصلات خارجية
- أكيكو كوياما على موقع IMDb (الإنجليزية)
- أكيكو كوياما على موقع قاعدة بيانات الفيلم (الإنجليزية)